# Старый Маклауш
Старый Маклауш — село в Клявлинском районе Самарской области, административный центр сельского поселения Старый Маклауш.

## География
Находится на расстоянии примерно 18 километров по прямой на северо-восток от районного центра железнодорожной станции Клявлино.

## История
На начало XVIII века в селе было 124 двора, в которых проживало 960 человек. В 1777 году в селе была построена деревянная церковь во имя Рождества Христова, которая в 1867 году была снесена по причине ветхости. В 1880 году была построена новая каменная церковь (ныне восстановлена).

## Население
Постоянное население составляло 763 человека (мордва 80%) в 2002 году, 256 человек в 2010 году.

## Известные жители
В селе проживала в детстве солистка ансамбля «Золотое Кольцо» Надежда Кадышева.